# 大胡ヨリ長峰御引越御人数
大胡ヨリ長峰御引越御人数（おおごよりながみねおひっこしごにんずう）は越後長岡藩主牧野家文書の一つ。三河牧野氏（牧野康成）が1590年の後北条氏滅亡後、三河国宝飯郡牛久保城主6,000石から、上野国勢多郡大胡城主2万石に領地替えになったときに、これに随従した寄騎、及び士分以上の家臣の名簿と思われる史料。
表題の通りを信用すれば、1616年に大胡から長峰に転封・栄転になったときに随従した家臣団の名簿と考えるのが妥当であるが、定説をみない。
しかしこの1616年の引越しは、実際は行われずに、大胡から長岡に直接、引越しをしたというのが定説・多数説であることも、『大胡ヨリ長峰御引越御人数』が、牛久保から大胡に領地替えになったときの家臣団名簿ではないかと指摘する説を補強している（但し少数説であるが、長峰に引越しをしてから、長岡にまた引越しをしたとする説もある）。
越後長岡藩主牧野氏及び、同藩から家臣団と所領を分与されて立藩し、政事上の指導を受けた越後三根山藩主牧野氏、信濃小諸藩主牧野氏の3つの藩の家臣の先祖を探る上で重要な史料である。
牧野家中において、譜代の家柄と云うのは、牛久保城主以来の者を指す。牛久保以来の家柄か否かは、この名簿である程度判断することができる。

## 主な家臣
大胡ヨリ長峰御引越御人数には、牧野、稲垣、山本、真木（槙）、野瀬（能勢）、疋田、武、今泉、池田、加藤、木俣、渡辺、贄、栂、河井（但し河井継之助の遠祖に非ず）、秋山、神戸、倉地、加藤、西郷、徳増、大川、陶山、西郷、石垣ほかの諸士がいたことがわかる。